# ジョディ・ピコー

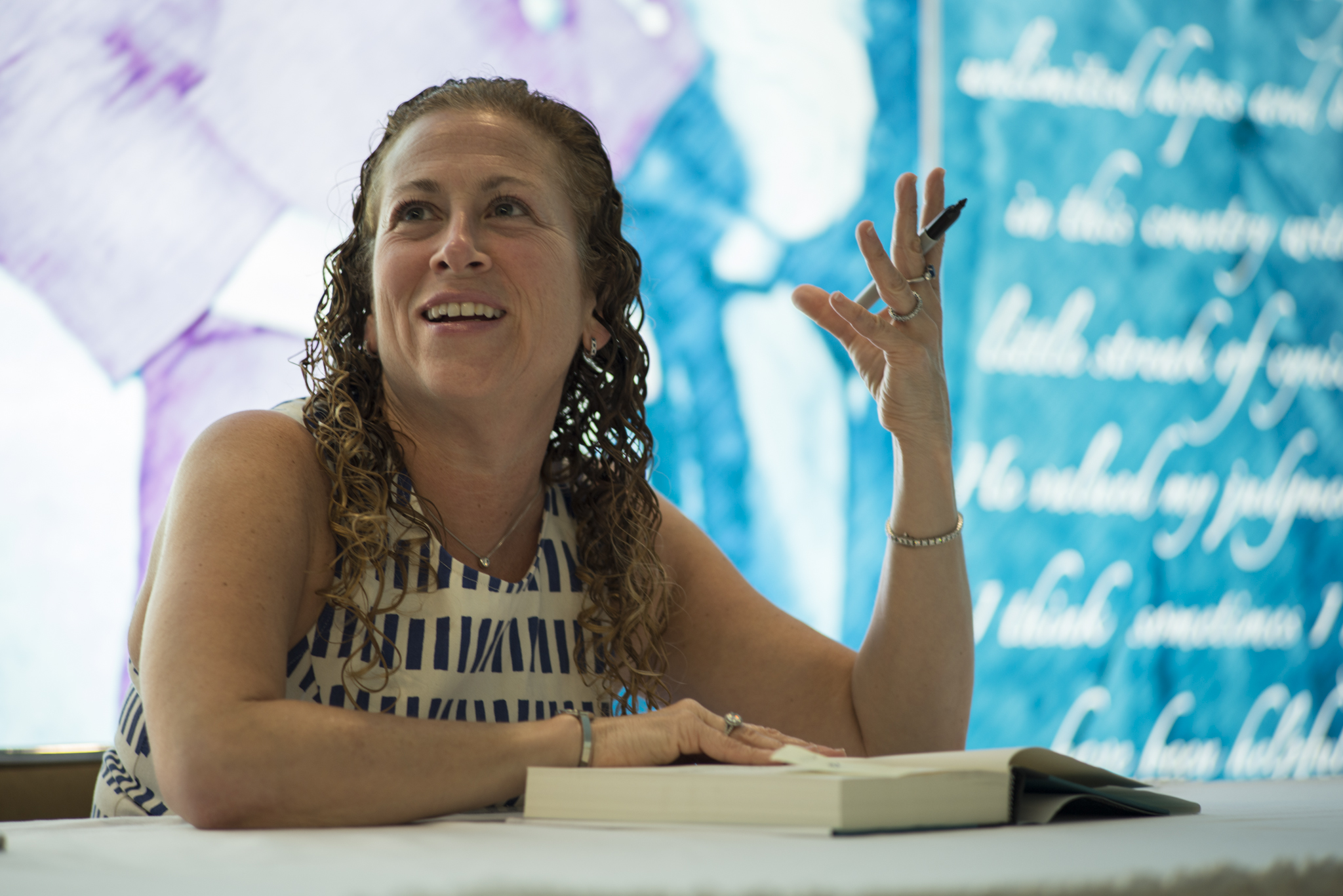
ジョディ・ピコー、2013年

ジョディ・ピコー（Jodi Picoult、本名：Jodi Lynn Picoult、1966年5月19日 - ）は、アメリカ合衆国の作家。
ニューヨーク州ロングアイランド出身。5歳の時に『The Lobster Which Misunderstood』という小説を書き、13歳の時にニューハンプシャー州に移る。プリンストン大学在籍中に雑誌Seventeenに短編小説を発表。1988年に同大学を卒業。その後、様々な職についていた後、ハーバード大学に在籍。修士号を取得した。
1992年に『Songs of the Humpback Whale』で作家デビュー。
私生活では大学で知り合ったティム・ヴァン・リアと結婚。三人の子供がおり、ニューハンプシャー州で暮らしている。

## 著作
- Songs of the Humpback Whale (1992)
- Harvesting the Heart (1993)
- Picture Perfect (1995)
- Mercy (1996)
- The Pact (1998)
  - 二人だけの約束（武藤 崇恵訳、 イソラ文庫、2010年）
- Keeping Faith (1999)
- Plain Truth (2000)
- Salem Falls (2001)
- Perfect Match (2002)
- Second Glance (2003)
- My Sister's Keeper (2004)
  - わたしのなかのあなた（川副 智子訳、ハヤカワ・ノヴェルズ、2006年）
- Vanishing Acts (2005)
  - すべては遠い幻（川副 智子訳、ハヤカワ・ノヴェルズ、2007年）
- The Tenth Circle (2006)
  - 偽りをかさねて（羽地 和世訳、ハヤカワ・ノヴェルズ、2007年）
- Nineteen Minutes (2007)
  - 19分間（川副 智子訳、イソラ文庫、2009年）
- Change of Heart (2008)
- Handle With Care (2009)
- House Rules (2010)
- Sing You Home (2011)
- Lone Wolf (2012)
- Small Great Things (2016)
  - 小さくても偉大なこと（川副　智子訳、ポプラ文庫、2019年）